# Sorbato di potassio
Il sorbato di potassio (E202) è il sale di potassio dell'acido sorbico.
A temperatura ambiente si presenta come un solido bianco inodore. È un composto irritante. 
Essendo molto più solubile in acqua (58%) dell'acido sorbico gli viene preferito per la conservazione di sistemi acquosi.
Il rapporto tra la concentrazione di sorbato di potassio e quella equivalente di acido sorbico è 1,35.
Grazie alle sue proprietà antifungine e antibatteriche, il sorbato di potassio trova impiego come conservante nell'industria alimentare, sotto la denominazione E202. È usato principalmente nei latticini e nel pane di segale, ma si può anche trovare in frutta candita, sidro, succhi di frutta concentrati, creme per ripieni e guarnizioni, albicocche secche, prugne secche, pizze surgelate, macedonie di frutta, capsule di gelatina, margarina, bevande analcoliche e zuppe. Funziona meglio in ambienti con un pH inferiore a 6,5. La sua DGA è di 3 mg per kg di massa corporea. Sono state segnalate sporadiche reazioni avverse come eritemi e dermatiti sia allergiche che pseudoallergiche.
Trova impiego come conservante nella cosmesi.
Il suo utilizzo nel cosmetico è autorizzato alla massima concentrazione dello 0,81% (corrispondenti allo 0,6% in acido).

Il nome INCI del sorbato di potassio è POTASSIUM SORBATE